# HDWiki
HDWiki — вики-движок, разработанный китайской онлайн-энциклопедией Hudong. По данным компании он используется на более чем 40000 сайтов (преимущественно китайских). 

## Лицензия и развитие
Исходный код для HDWiki является бесплатным для каждого, с возможностью загрузки без регистрации.
HDWiki является бесплатной платформой для некоммерческого использования.
Коммерческое использование требует специального лицензионного соглашения с Hudong.
Данная платформа в том числе обладает функциональностью социальной сети, в которой можно создавать пользовательские профили, добавлять друзей и организовывать группы по интересам, пользователи также могут общаться на форумах. За работу над статьями начисляются баллы, которые можно потратить на поднятие популярности выбранной статьи. Первая версия была выпущена в ноябре 2006 года, а к ноябрю 2007 стала широко распространяться третья более стабильная и функциональная версия платформы.
По состоянию на декабрь 2007 года было скачано уже более 200.000 копий HDWiki и в настоящее время эта платформа поддерживает более 1000 других веб-сайтов в Китае, в первую очередь сайты разработчиков открытого программного обеспечения, а также сайты государственных органов, университетов и образовательные сайты.

## Внешние ссылки
- HDWiki website